# Янжул, Иван Иванович
Ива́н Ива́нович Я́нжул (2 (14) июня 1846, Янжуловка, Киевская губерния, Российская империя — 18 (31) октября 1914, Висбаден, Гессен-Нассау, Германская империя) — российский экономист и статистик, педагог, деятель народного образования, один из первых в России фабричных инспекторов. В 1876—1898 гг. профессор Московского университета. Академик Петербургской Академии наук (1895). Член Русского технического общества. Автор мемуаров.

## Биография
Происходил из малороссийского дворянского рода. По информации «Энциклопедического словаря Брокгауза и Ефрона»: «родился 2 июня 1846 или 1845 г. в Васильковском уезде, Киевской губернии»; сборник «Московские профессора XVIII — начала XX веков» (2006) указывает местом рождения местечко Пятигоры Полтавской губернии.
В 1864 году окончил Рязанскую гимназию и поступил на юридический факультет Московского университета. Во время учёбы в Москве умер его отец и для поддержки семьи он был вынужден давать частные уроки и в 1865—1866 годах во время пребывания во Ржеве, он начал знакомиться с политической экономией по Миллю и с «социальной физикой» Кетле, решив проверить закономерность социальных явлений на местных метрических книгах.
В 1869 году окончил его со степенью кандидата; его кандидатское рассуждение «О незаконнорожденных» было впоследствии напечатано в «Московских университетских известиях». Профессор финансового права университета Мильгаузен предложил оставить его при университете, обратив внимание на его студенческое сочинение: «Исторический очерк русской торговли в Средней Азии» (также было напечатано в «Московских университетских известиях»). В 1872—1873 годах слушал в Лейпцигском университете лекции профессоров Рошера и Книса, стажировался в Гейдельбергском и Цюрихском университетах и работал над диссертацией в библиотеке Британского музея в Лондоне.

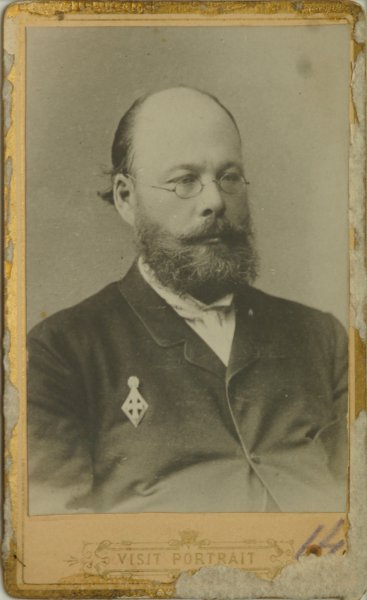
Конец 1880-х годов

В 1874 году защитил в Московском университете магистерскую диссертацию «Опыт исследования английских косвенных налогов: Акциз» и стал доцентом по кафедре финансового права. В 1876 году получил степень доктора за сочинение «Английская свободная торговля: Исторический очерк развития идей свободной конкуренции и начал государственного вмешательства» и осенью того же года был избран ординарным профессором Московского университета. Избран член-корреспондентом по разряду историко-политических наук историко-филологического отделения Академии наук 4 декабря 1893 года, ординарным академиком по Историко-филологическому отделению (политическая экономия и наука о финансах) — 4 марта 1895 года. В 1898 году получил звание заслуженного профессора Московского университета. В университете читал курсы финансового права и полицейского права. Янжул, благодаря талантливо составленным учебным курсам, пользовался большой популярностью в университете. В то же время, Янжул отличался строгостью к экзаменующимся, раздражительностью и несдержанностью. Как человек, выросший в бедности, Янжул крайне предвзято относился к так называемым «белоподкладочникам» (обеспеченным студентам, щеголявшим дорогой форменной одеждой); последние, чтобы сдать экзамен у Янжула, были вынуждены одалживать у соучеников поношенную одежду.
Большую известность И. И. Янжул приобрёл своей деятельностью на посту фабричного инспектора в 1882—1887 годах. Фабричная инспекция, орган контроля за соблюдением фабричного законодательства, была учреждена в 1882 году с принятием первого из ряда законов, определяющих взаимные отношения рабочих и фабрикантов в российской промышленности. Тогда было учреждено пять должностей фабричных инспекторов, из которых один был главным. До 1884 года, однако, были назначены лишь главный фабричный инспектор и два окружных инспектора — на Московский и Владимирский округа. Одним из этих трёх первых фабричных инспекторов «первого призыва» стал И. И. Янжул, возглавивший Московский фабричный округ. Находясь на этой должности, он принимал активное участие в разработке фабричных законов, но и после не оставлял своим вниманием положение рабочих в российской промышленности и считался одним из наиболее авторитетных экспертов в этой области. Отчёты фабричных инспекторов первых лет, в которых подробно описывались условия труда рабочих на фабриках и заводах, были опубликованы и вызвали значительный общественный резонанс. Как отмечает историк Андрей Левандовский:

Профессора типа Янжула, Чупрова, очень талантливые экономисты с прекрасным стабильным положением, с высоким жалованием идут в фабрично-заводскую инспекцию (а это каторжная работа за небольшие деньги) из идейных соображений. То есть следят за тем, чтобы эти нормы соблюдались. По этому поводу много написано — это почти детектив. Сначала надо было предприятие найти, потому что часто просто адрес был неизвестен. Потом надо было попасть, потому что не пускали. А потом надо биться с предпринимателем, заставляя его прекратить, скажем, ночную работу детей.

За исследование «Фабричный быт Московской губернии…» Янжулу была присуждена большая золотая медаль Императорского географического общества. В 1886 году он также принял участие в обследовании промышленности Царства Польского; подробный отчёт был также опубликован.
И. И. Янжул — автор исследования «Основные начала финансовой политики. Учение о государственных доходах» (1893), за которое он был удостоен премии Грейга от Академии наук. Он также автор ряда монографий и множества научных и публицистических статей; с 1898 года был редактоом отдела политической экономии и финансов в энциклопедии Брокгауза и Ефрона.
В истории русской экономической мысли академик, профессор И. И. Янжул рассматривается как крупнейший представитель школы государственного социализма, и в этом контексте примыкает к немецкой 
исторической школе политической экономии и права. Автор первого специального исследования на тему «Бисмарк и государственный социализм».
Умер в Германии (в Висбадене), не успев из-за частичного паралича ног, покинуть её во время начавшейся Первой мировой войны, через три месяца после её начала — 31 октября 1914 года.

## Общественная деятельность
С 1883 года И. И. Янжул наряду с профессором Московского университета А. И. Чупровым и заведующий делами Статистического Отдела Московской городской думы М. Е. Богдановым вошёл в состав Комиссии по подготовке устава первой общедоступной бесплатной городской Библиотеки-читальни им. И. С. Тургенева. Председательствовала в Комиссии известная благотворительница и московская Потомственная Почетная Гражданка Варвара Алексеевна Морозова, пожертвовавшая на учреждение библиотеки 10 000 рублей. Разработанный Комиссией устав был рассмотрен и утвержден на заседании Московской городской думы в мае 1884 г. Согласно принятому тогда же приговору Думы № 47 было принято решение об устройстве в Москве Библиотеки-читальни им. И. С. Тургенева, дабы «доставить возможность пользоваться книгами тем слоям городского населения, которым, по состоянию их средств, существующие библиотеки недоступны». Новшеством библиотеки стало то, что «за пользование книгами, газетами и журналами» в ней «никакой платы» не взималось.

## Личная жизнь

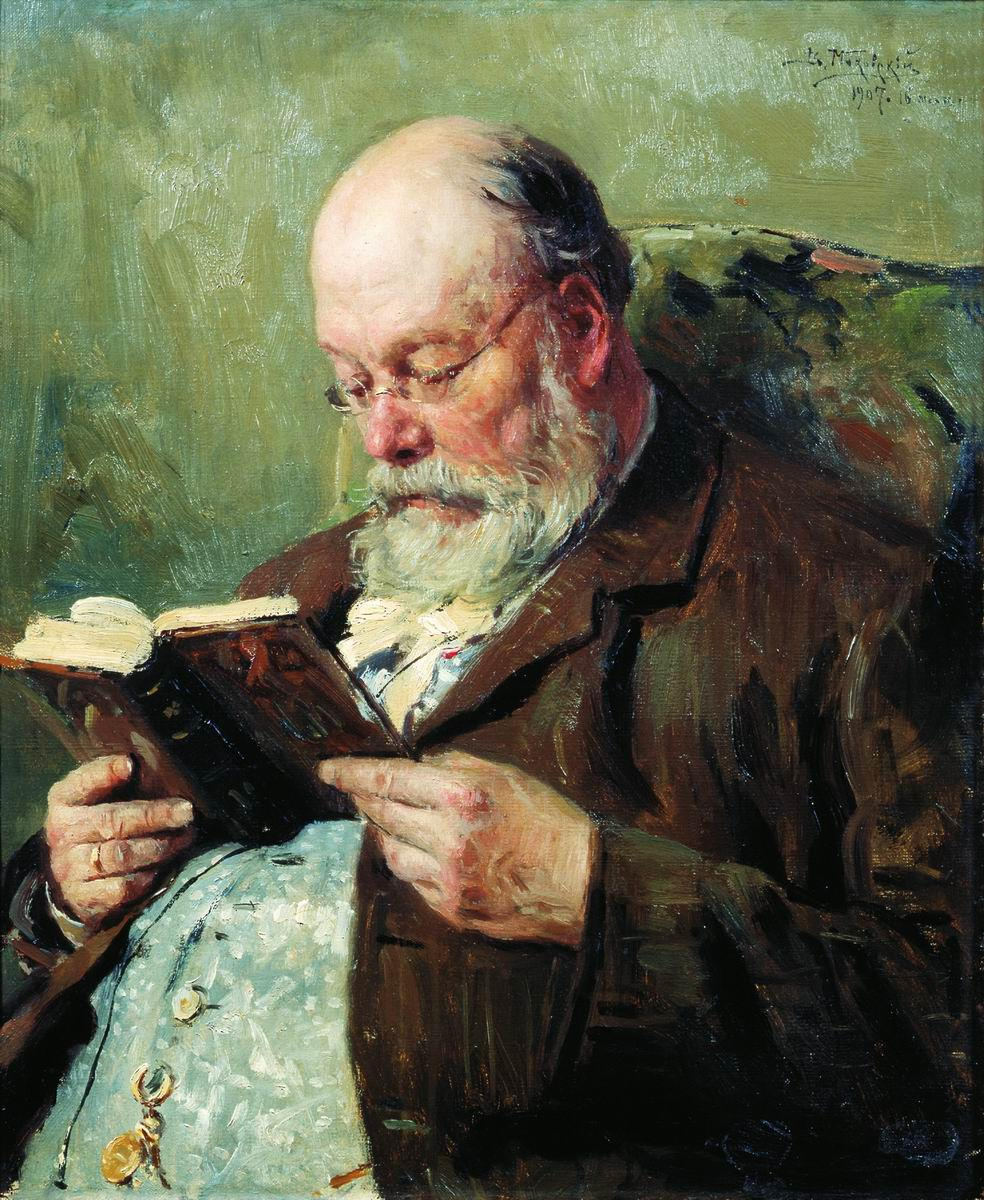
В. Маковский «Портрет академика И. И. Янжула», 1907.

В 1873 году Янжул женился на Екатерине Николаевне Вельяшевой, которая на долгие годы стала его самым близким и преданным помощником. Сам И. И. Янжул так писал о своей супруге:

«В жене я получил не только доброго товарища, но соавтора или ближайшего сотрудника для всего, что я с тех пор написал, начиная с больших книг и кончая журнальными и газетными статьями. Ничего не делалось и не писалось без её совета и помощи и большей частью её же рукой, и я затрудняюсь по временам определить, кому например в данной статье принадлежит такая-то мысль, мне или ей?».

Профессор Янжул был весьма популярен среди московских студентов и поддерживал дружеские отношения со многими московскими профессорами, такими, как Н. В. Бугаев. Сын последнего, Андрей Белый, характеризовал Янжула как «естественное увенчание сил, синтез духа тяжелого с телом десятипудовым». Образ Янжула проходит через его воспоминания с самого раннего детства:

Бухающий тяжкокаменно «по штатиштичешким данным» сосед, И. И. Янжул, рос мне из темных углов по ночам; Янжулом бухнуло прямо в меня из гостиной:

— Бу… бу… у-у-у… штатиштичешким…

Бука пришёл изо рта И. И. Янжула:

— Бу… бу… бу… бу… 

Как из бочки: ужасно!

И тотчас же я закричал по ночам.

## Память

Памятная доска на стене Коломенского уездного училища, где учился Иван Янжул

- На стене исторического здания Коломенского уездного училища (Кремлёвская улица, д. 18), где учился Иван Янжул, установлена памятная доска